# 朝聚祠
朝聚祠，位于中国广东省揭阳市河林上林村，为惠来县的一个县级文物保护单位，类型为近现代重要史迹及代表性建筑，公布时间为1985年2月。
朝聚祠建于1928年。